# キャメル号
キャメル号（キャメルごう）は東京都と鳥取県を結んでいた夜行高速バスである。愛称は、鳥取砂丘のラクダ（英: Camel）から。
本項では便宜上、東京 - 鳥取・倉吉線を「鳥取線」、東京 - 米子線を「米子線」と表記する。
2020年7月より両路線とも運行を休止していたが、2021年3月16日をもって両路線とも廃止された。

## 概説
740Kmという運行距離は、登場当時は航空機の分野とされており、なおかつ鳥取県の経済圏は大阪とされていたことから、「経済圏の大阪を飛び越えて東京に行くバスが儲かるのだろうか」と、雑誌などでは話題になった路線である。
それまで、鳥取県における日本交通VS日ノ丸自動車間の仲の悪さは鳥取県民の間でも有名だった。同じように鳥取県内を拠点としており、鳥取駅でも鳥取砂丘でもバスターミナルが別々で、それぞれが鳥取砂丘への観光客の奪い合いをしている状態であった。もちろん、狭い地域で対立していてもメリットはさほどないことは両社とも理解はしており、相互の路線を交換するなどの再編も行なってはいたものの、「仲が悪い会社」という印象を拭い去るまでには至っていなかった。
しかし、京浜急行から「キャメル号」運行の話があったことで、両社の関係に変化が生じることになった。「キャメル号」運行後、2社の関係は融和ムードをみせ、「仲が悪い会社」というイメージを払拭した。現在では一般路線バスでも日交と日ノ丸との間で共同運行されているバス路線も設定している。
キャメル号は日ノ丸が京浜急行と企画したものであるが、高速バスのノウハウを持つ日本交通を入れたことが功を奏した。

## 運行事業者
- 京浜急行バス（新子安営業所）。
  - 2012年4月16日、同営業所新設により羽田営業所より移管
- 日本交通（鳥取線は倉吉営業所・米子線は米子営業所）
- 日ノ丸自動車（鳥取線は倉吉営業所・米子線は米子支店）
  - 鳥取・倉吉・米子側の電話予約は日本交通のみの担当。日ノ丸自動車での電話予約は行わない。
  - 日ノ丸自動車と日本交通の東京側休憩は、従来通り京浜急行バス羽田営業所で休憩する。
  - ネット予約は京浜急行バスのみ

## 運行系統および停車停留所
▼…品川発は乗車のみ、倉吉・米子発は降車のみ扱い
▲…品川発は降車のみ、倉吉・米子発は乗車のみ扱い
♯…休憩停車を行うサービスエリア
∥…非経由
| 所在地 | 所在地              | 停車停留所 休憩箇所  | キャメル号 | キャメル号 | 備 考                  |
| 所在地 | 所在地              | 停車停留所 休憩箇所  | 鳥取線     | 米子線     | 備 考                  |
| ------ | ------------------- | -------------------- | ---------- | ---------- | ---------------------- |
| 東京都 | 港区                | 品川バスターミナル   | ▼          | ▼          |                        |
| 東京都 | 港区                | 浜松町バスターミナル | ▼          | ▼          |                        |
| 東京都 | 渋谷区              | 渋谷マークシティ     | ▼          | ▼          | 91番乗り場に停車       |
| 静岡県 | 沼津市              | （駿河湾沼津SA）     | ♯          | ♯          |                        |
| 兵庫県 | 加西市 神崎郡福崎町 | （加西SA）           | ♯          | ♯          |                        |
| 鳥取県 | 八頭郡智頭町        | 智頭福原             | ▲          | ∥          |                        |
| 鳥取県 | 鳥取市              | 鳥取駅前             | ▲          | ∥          | 鳥取駅バスターミナル   |
| 鳥取県 | 鳥取市              | 湖山（湖陵高校前）   | ▲          | ∥          |                        |
| 鳥取県 | 倉吉市              | 倉吉バスセンター     | ▲          | ∥          | 鳥取県中央自動車学校前 |
| 鳥取県 | 倉吉市              | 倉吉駅               | ▲          | ∥          |                        |
| 鳥取県 | 日野郡江府町        | 江府IC               |            | ▲          | 道の駅奥大山前         |
| 鳥取県 | 米子市              | 米子駅前             |            | ▲          |                        |

## 歴史
- 1988年（昭和63年）5月17日 - 京浜急行電鉄（当時）・日本交通・日ノ丸自動車の3社により運行開始[5]。品川～鳥取線・米子線の2系統[5]。開業時は品川の発着はホテルパシフィック東京前からであった。また、運行開始当時はノクターン号を抜いて日本国内で最も長い距離を走る高速バスであった[5]。
- 1989年（平成元年）1月15日 - 品川バスターミナル開業に伴い、品川バスターミナル発着に変更。
- 2003年（平成15年）10月1日 - 分社化により、京浜急行電鉄担当便を京浜急行バスに移管。
- 2004年（平成16年）12月22日 - 鳥取線、路線延長により東京 - 倉吉間となる。
- 2007年（平成19年）4月1日 - 東京側の運行会社を京急観光バスに移管。
- 2008年（平成20年）
  - 3月16日 - 京急観光バスのバス事業撤退により、東京側の運行会社が京浜急行バスに戻る。
  - 7月16日 - 運行経路を伊勢湾岸自動車道・新名神高速道路経由に変更、到着時刻が20分早くなる（出発時刻は変わらず）。なお、鳥取線については、3月30日に鳥取自動車道智頭南IC - 智頭IC間が開通しているが、この改正でも智頭町内の停留所は従来通り智頭（京橋・諏訪保育園前）のままであるため、智頭南IC - 智頭IC間は引き続き一般道路経由のままとなる。
- 2009年（平成21年）
  - 4月1日 - 鳥取自動車道智頭IC - 河原IC間の開通に伴い、同区間を経由する鳥取線を鳥取自動車道経由に変更（出発時刻・到着時刻は変わらず。但し、智頭南IC - 智頭IC間は引き続き一般道路経由のまま）。
  - 6月16日 - 鳥取線の智頭バス停を鳥取自動車道の智頭福原に移動、それに伴い智頭南IC - 智頭IC間を鳥取自動車道経由に変更（智頭福原を除き出発時刻・到着時刻は変わらず）[6]。
- 2010年（平成22年）4月16日 - 鳥取自動車道佐用JCT - 大原IC間、河原IC - 鳥取IC間の開通に伴い、同区間を経由する鳥取線を鳥取自動車道経由に変更（出発時刻・到着時刻ともに変更）。同時に、米子線の出発時刻・到着時刻も変更。
- 2018年（平成30年）6月1日 - 両路線ともに渋谷マークシティに停車開始。同時に、出発時刻・到着時刻も変更[7][8][9][10]。
- 2019年（令和元年）10月1日 - 消費税引き上げに伴い、運賃を改定[11][12]。
- 2020年（令和2年）
  - 4月7日 - 新型コロナウイルス感染拡大の影響により、この日の出発便より同年5月6日（のち同年7月1日まで延長）出発便まで運休[13][14][15]。
  - 7月2日 - この日の出発便より（米子線は7月1日の米子発より）運行を再開[16][14]。
  - 7月20日 - この日の出発便より（米子線は7月19日の米子発より）翌年3月15日まで運休[17]。
  - 未定 - 羽田空港（羽田エアポートガーデン）まで延伸予定（当初は2020年4月21日延伸と伝えられたが、延期された）[18]。
- 2021年（令和3年）3月16日 - 昨今の社会環境の変化による利用客の減少を理由に路線廃止[1][2][3]。2020年7月19日（米子線は同年7月18日の米子発）の出発便が事実上の最終運行となった[17]。

## 使用車両
京浜急行バスは最新型日野・セレガスーパーハイデッカーをメインに三菱ふそう・エアロクィーン等、日本交通は日野新型セレガハイデッカー（米子はスーパーハイデッカーSHDも在籍）等、日ノ丸自動車は日野・セレガGD、日野・セレガハイデッカー等が使用される。いずれも独立3列シートWC付である。
運行開始当初は、3種類のカラーリングが用意されたが、これは各社別のカラーリングではなく、3社合わせて8台の車両に3種類のカラーリングを割り当てた。その後、本路線の運行開始当初に採用されたカラーリングのうち、京浜急行・日ノ丸自動車では1種類を標準色とするようになり、日本交通は自社オリジナルカラーを導入している。
- 風（現在は京浜急行バスグループの夜行高速バスの標準塗装）
- 鳥（現在は消滅）
- 鳥取砂丘（現在は日ノ丸自動車の高速バスの標準塗装）

なお、米子線の日本交通の車両の中には、近隣の境港市が水木しげるの出身地であることにちなみ、同氏の作品ゲゲゲの鬼太郎のイラストを描いた「鬼太郎バス」（三菱ふそう・エアロクィーンI）が運行されていたが、2006年度に日野新型セレガSHDに置き換え、さらに2013年には日野新型セレガHDを導入、エアロクィーン鬼太郎バスは07年頃京都交通に譲渡された（写真参照）。

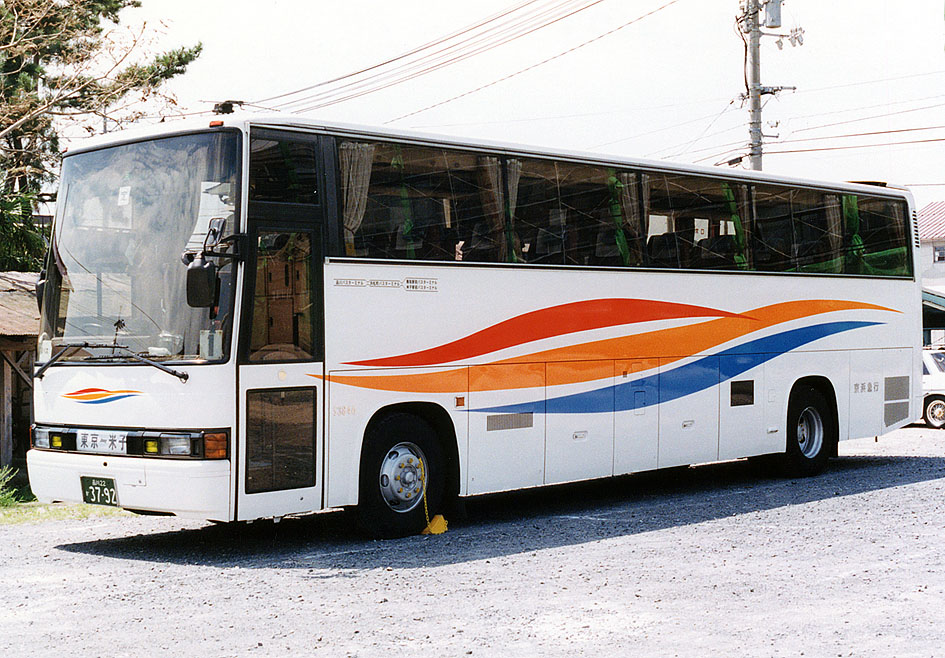
京浜急行電鉄初代キャメル専用車 日野 ブルーリボン
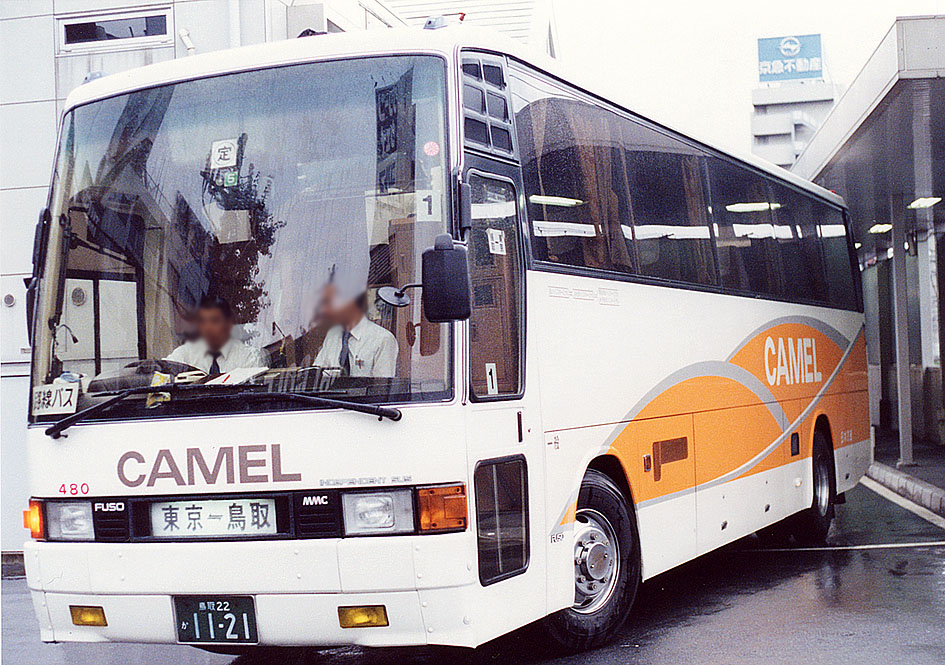
日本交通初代キャメル専用車 三菱ふそう スーパーエアロII
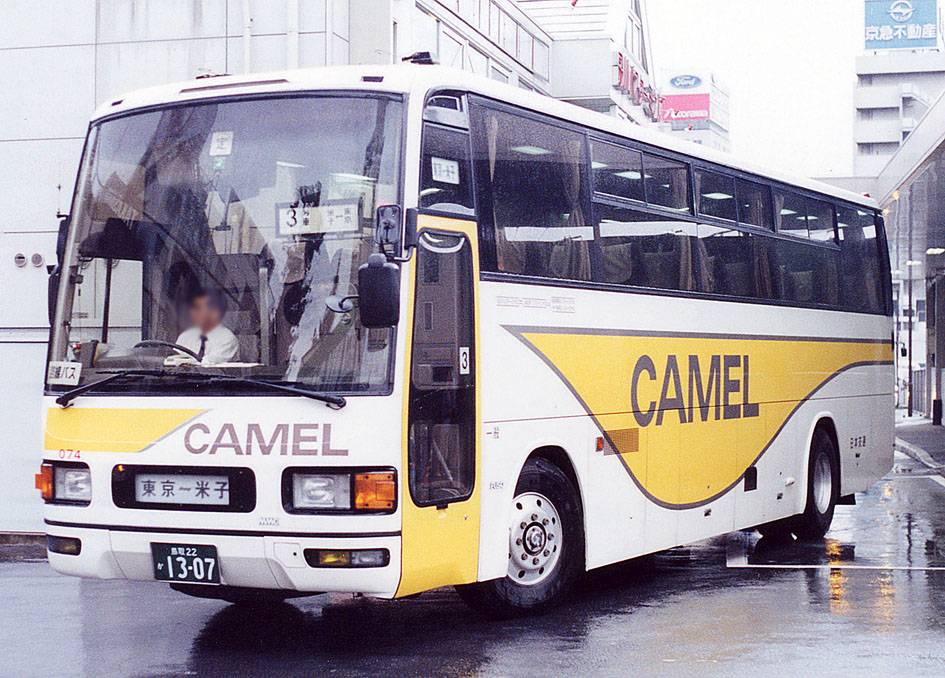
日本交通キャメル専用車 三菱ふそう エアロクィーンM
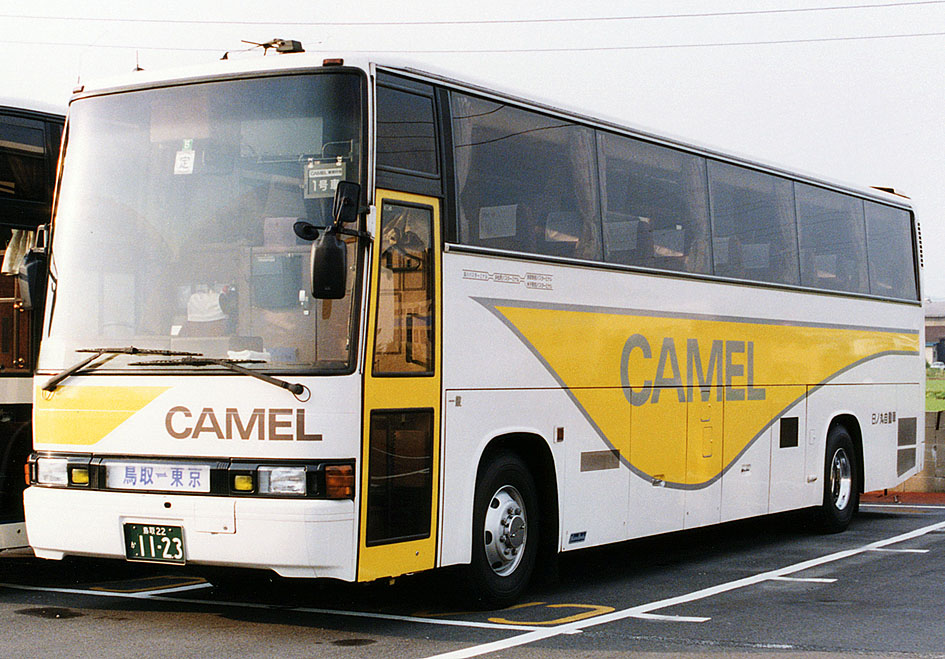
日ノ丸自動車初代キャメル専用車 日野 ブルーリボン
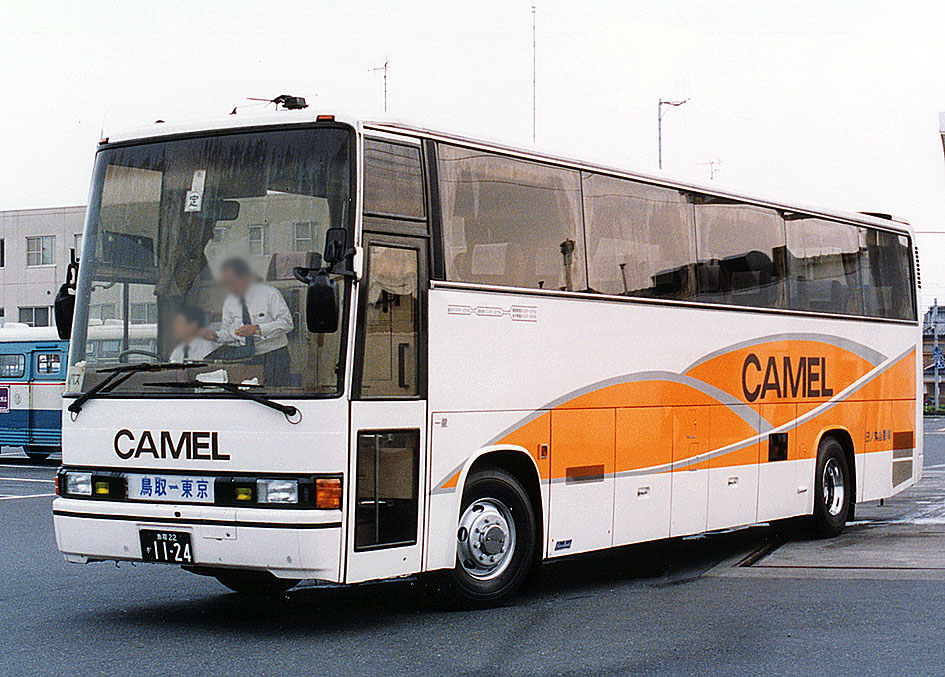
日ノ丸自動車初代キャメル専用車 日野 ブルーリボン
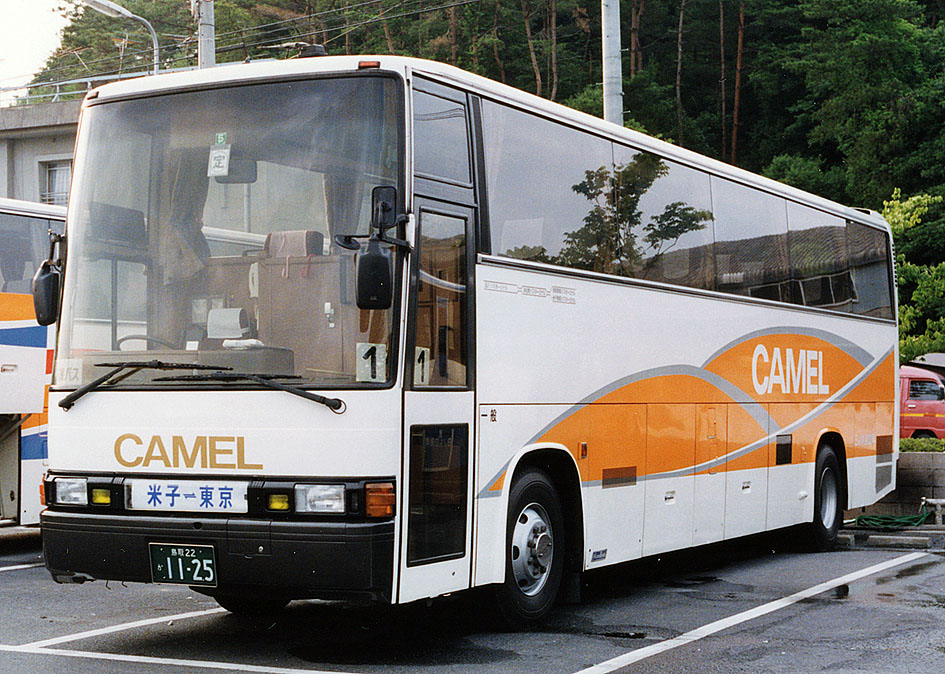
日ノ丸自動車初代キャメル専用車 日野 ブルーリボン
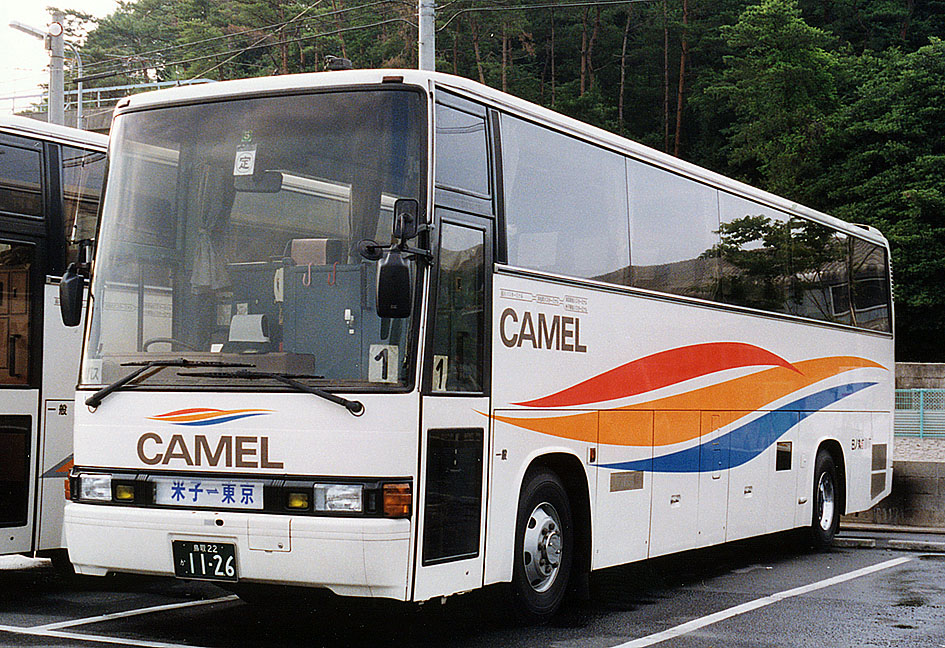
日ノ丸自動車初代キャメル専用車 日野 ブルーリボン

### 車内設備・サービス
京急車の場合

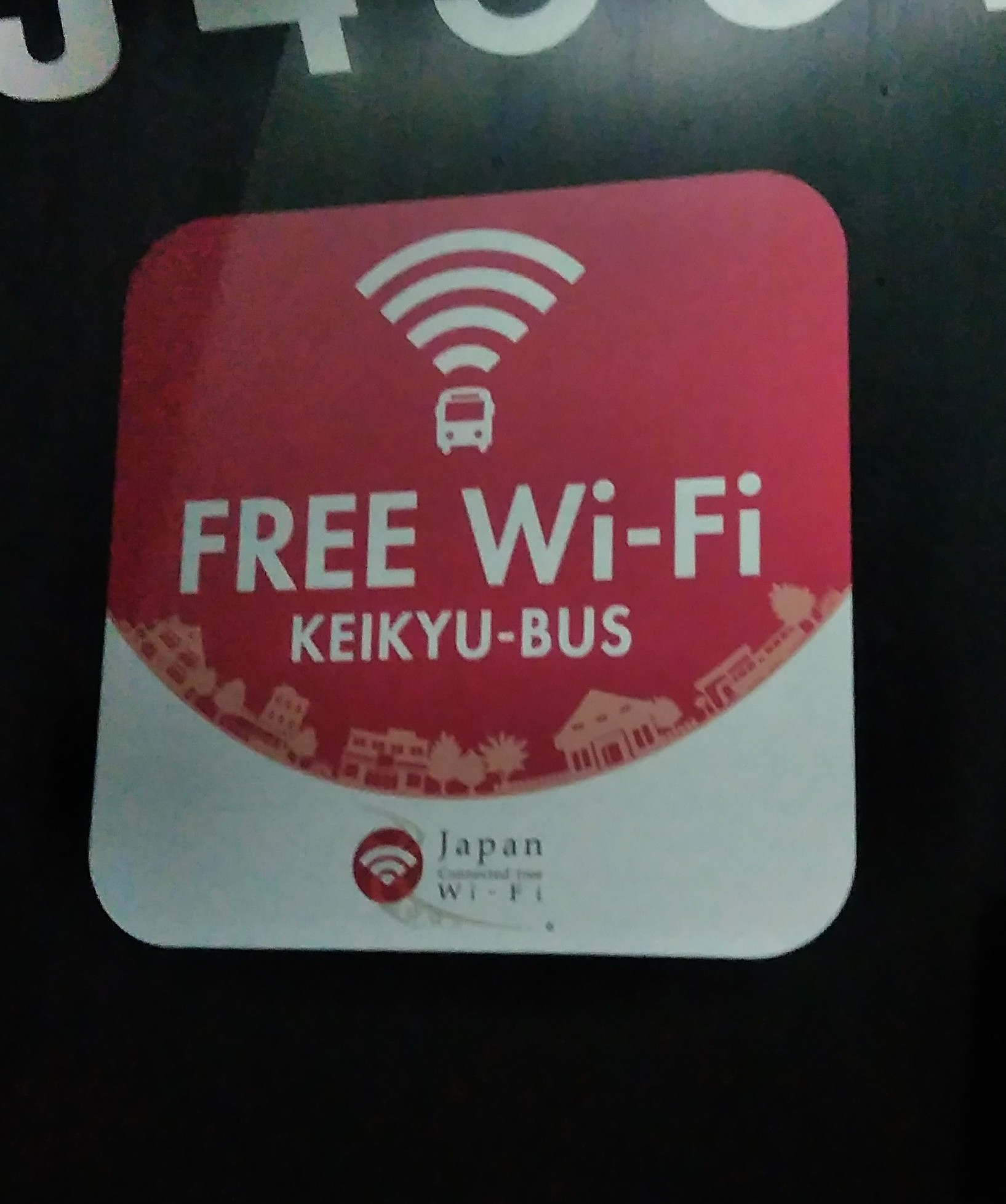
車内Wi-Fi対応表示

- トイレ、給湯器（飲物）、おしぼり、毛布、スリッパ、Wi-Fi、USBポートによる携帯電話（スマートフォン）充電。
- 京急には通路カーテンのレール自体はあるが、共同運行先と合わせるために、キャメル号運行時は通路カーテンが撤去される。

日ノ丸/日交の場合も概ね京急に準じた設備となる。

## 特記事項
- 鳥取・倉吉での京浜急行バスの運行支援業務は、日ノ丸自動車が担当している。
- 米子での京浜急行バスの運行支援業務は、日本交通が担当している。
- お盆、年末年始等の最ピーク期には3台以上で運行される。ただし、2号車以降は渋谷マークシティを通過する。米子線よりも鳥取線の方が利用客は多く、以前の鳥取線は観光型車両（4列シート・トイレ無し）を含めて7台程度運行されていた。
- キャメル号の実質的幹事は日ノ丸自動車で、日ノ丸は鳥取線・米子線とも通年運行。京浜急行バスと日本交通は、隔月交代で鳥取線と米子線を担当している。例えば、京急が鳥取線の月の日交は米子線となる（続行便運行時は除く）。
- 上記の割り当てに伴い、京急が鳥取線を担当する月の1号車が日ノ丸の場合、2号車は京急といった運用となっていたが、京急が車両を出さない場合は2号車が欠番となり、日本交通担当の3号車が設定されていた。